# Grand Prix de la Ville de Lillers 2006
La Grand Prix de la Ville de Lillers 2006, quarantaduesima edizione della corsa e valida come evento dell'UCI Europe Tour 2006 categoria 1.2, si svolse il 5 marzo 2006 su un percorso totale di circa 172 km. Fu vinto dal tedesco Markus Eichler che terminò la gara in 4h07'52", alla media di 41,63 km/h.
All'arrivo 95 ciclisti portarono a termine il percorso.

## Ordine d'arrivo (Top 10)
| Pos. | Corridore               | Squadra      | Tempo    |
| ---- | ----------------------- | ------------ | -------- |
| 1    | Markus Eichler          | Regiostrom   | 4h07'52" |
| 2    | Anthony Jaunet          | Nogent Oise  | a 13"    |
| 3    | Médéric Clain           | Roubaix      | s.t.     |
| 4    | François Parisien       | TIAA-CREF    | a 17"    |
| 5    | Romain Feillu           | Nogent Oise  | a 24"    |
| 6    | Carlo Meneghetti        | Cambrai-MBK  | a 26"    |
| 7    | Oļegs Meļehs            | Rietumu Bank | a 31"    |
| 8    | Denis Flahaut           | Flanders     | a 35"    |
| 9    | Normunds Lasis          | Rietumu Bank | s.t.     |
| 10   | Kévin Van Der Slagmolen | Jartazi      | s.t.     |